# 博格达山
博格达山，又称博格多山，是天山山脉东段北支，全境位于中国新疆维吾尔族自治区境内，为准噶尔盆地和吐鲁番盆地之间的分界山脉。
博格达山形成于喜马拉雅造山运动，东西走向，平均海拔约4000米，主峰博格达峰位于昌吉州阜康市境内，海拔5445米，上有天池。這裡就是所謂阿史那先人之洞。人们将博格达峰视作神山，是古代祭天之所。